# Хлистунівське відслонення № 1
Хлистунівське відслонення № 1 — геологічна пам'ятка природи місцевого значення. Об'єкт розташований на території Городищенської міської громади Черкаського району Черкаської області, околиця села Хлистунівка.
Площа — 0,1 га, статус отриманий у 1983 році. Перебуває у віданні Хлистунівської сільської ради.
Охороняється родовище граніту із значними запасами, розташоване на березі річки Вільшанка